# (73745) 1993 TH23
(73745) 1993 TH23 – planetoida z pasa głównego asteroid okrążająca Słońce w ciągu 3,29 lat w średniej odległości 2,21 j.a. Odkryta 9 października 1993 roku.